# Tremuzo
Der Tremuzo (531 m) ist ein Berg an der galicischen Atlantikküste bei der Ría de Muros y Noia und die höchste Erhebung im Bezirk Outes.
Da der Tremuzo die höchste Erhebung des galicischen Massivs an der Nordseite der Ría ist, hat man vom Gipfel einen ausgezeichneten Blick auf die Serra da Barbanza auf der Südseite der Ría.
Den Gipfel kann man als Wanderung oder per Mountain-Bike erreichen.